# Santa María la Real de Nieva
Santa María la Real de Nieva es un municipio y localidad española de la provincia de Segovia, en la comunidad autónoma de Castilla y León. Se encuentra en la campiña segoviana, justo a medio camino, 30 km, entre Segovia y Arévalo. 
El municipio de Santa María la Real de Nieva incluye trece núcleos urbanos además de la villa de Santa María la Real de Nieva que encabeza el municipio. Santa María la Real de Nieva está situada en la ruta del Camino de Santiago de Madrid y su monasterio, catalogado bien de interés cultural, atrae a peregrinos y turistas.

## Geografía
La altura del pueblo sobre el nivel del mar es de 903 m. El punto más elevado del término municipal se encuentra en el paraje llamado "el Monte", al oeste de Pinilla Ambroz, de 1003 m. Por su territorio circulan el río Moros y el río Voltoya, además de los arroyos Balisa, los Cercos, la Presa, los Caces y Tormejón. Los campos de cereales se ocupan la mayor parte del meritorio, además de pequeños bosques en las proximidades de los ríos. 
El clima es de tipo mediterráneo continental. La media de las temperaturas máximas no pasa de 30 °C en julio y baja hasta los algo menos de 0 °C de la media de las mínimas en enero. Las precipitaciones medias no superan los 350 mm por año.
El municipio de Santa María, de gran extensión y que contiene otras poblaciones venidas a menos, colinda con los municipios de Nieva, Ortigosa de Pestaño, Domingo García, Bernardos, Armuña, Añe, Anaya, Marazuela, Sangarcía, Muñopedro, Adanero (provincia de Ávila), Martín Muñoz de las Posadas, Juarros de Voltoya y Melque de Cercos. 

### Núcleos de población
El municipio está compuesto por catorce núcleos de población:
- Aragoneses (localidad, pedanía del municipio)
- Balisa (localidad, pedanía del municipio)
- Hoyuelos (localidad, pedanía del municipio)
- Jemenuño (entidad local menor perteneciente al municipio)
- Laguna Rodrigo (localidad, pedanía del municipio)
- Miguel Ibáñez (localidad, pedanía del municipio)
- Ochando (localidad, pedanía del municipio)
- Paradinas (entidad local menor perteneciente al municipio)[2][3]
- Pascuales (localidad, pedanía del municipio)
- Pinilla-Ambroz (localidad, pedanía del municipio)
- Santa María la Real de Nieva (núcleo de población donde radica la capitalidad del municipio)
- Santovenia (localidad, pedanía del municipio)
- Tabladillo (entidad local menor perteneciente al municipio)
- Villoslada (entidad local menor perteneciente al municipio)

## Historia
Todos los pueblos que componen el municipio, menos Santa María la Real de Nieva, fueron repoblados en el siglo XI, durante el reinado de Alfonso VI. Villoslada fue cabeza del sexmo de la Trinidad, subdivisión de la Comunidad de Ciudad y Tierra de Segovia, al que pertenecieron las localidades occidentales y meridionales del municipio; mientras que el resto pertenecían al sexmo de Santa Eulalia, incluido el terreno de la futura localidad de Santa María la Real de Nieva.
La villa de Santa María la Real de Nieva fue fundada en 1395 por el rey Enrique III, por intercesión de su esposa Catalina de Lancaster. Su fundación se debió a que tres años antes se había encontrado enterrada una talla de María en la colina donde actualmente se emplaza el pueblo, posiblemente escondida allí durante la invasión musulmana. Este hecho fue considerado milagroso y se decidió crear un santuario en el lugar y un pueblo a su alrededor. Para potenciar el poblamiento se la declaró villa exenta, por lo cual sus habitantes no tendrían que pagar impuestos ni ser reclutados en los ejércitos. Los privilegios se concedieron en parte en la fundación, y fueron ampliados posteriormente en 1407, siendo regente Catalina de Lancaster. Estas exenciones fiscales sirvieron para que se establecieran allí fábricas de paños, cerámica y trillos.

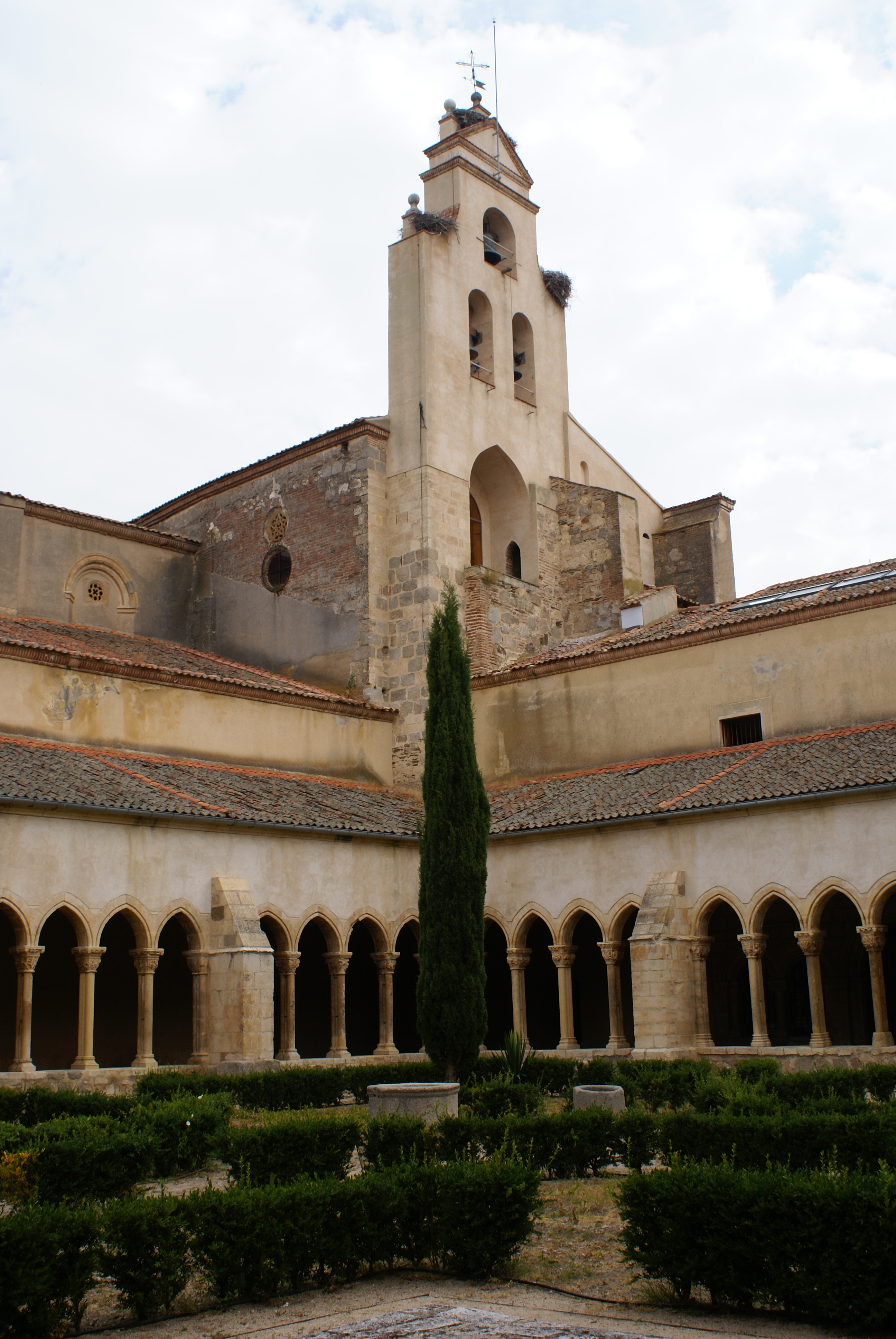
Claustro y torre de la iglesia-monasterio de Nuestra Señora de la Soterraña

En abril de 1441, estando de paso en la localidad, falleció la reina Blanca I de Navarra, por lo que fue enterrada en la capilla mayor de la iglesia de Ntra. Sra. de la Soterraña. Sus restos permanecieron allí, en contra del deseo expresado en su testamento de ser trasladada a Ujué, y con el transcurso del tiempo se olvidó su ubicación, hasta que la tumba fue descubierta durante unas obras de restauración en 1994.
El 28 de octubre de 1473 el rey Enrique IV reunió a las cortes de Castilla en la villa de Santa Mª. la real de Nieva. Fruto de esta reunión de cortes se decretó una ley que recibió el nombre de la localidad, la ley de Sta. Mª. de Nieva.
En 1520 durante el levantamiento comunero, Rodrigo Ronquillo, comandante de las tropas del bando realista en la zona, estableció su cuartel general en la localidad, siendo derrotado por las tropas de Juan Bravo, Juan de Padilla y Juan de Zapata en sus inmediaciones, por lo que tuvo que refugiarse en Arévalo.
En la reorganización territorial de 1834 Santa María fue declarada una de las cinco cabezas de partido de la provincia de Segovia, como atestigua la inclusión de su escudo en el cuartel inferior derecho del escudo de la provincia.
En 1965 se agregó al municipio la localidad vecina de Ochando y su agregado Pascuales, que constituían hasta entonces un municipio independiente.
En 1969 se agregaron al municipio las localidades de Aragoneses, Balisa, Hoyuelos, Laguna Rodrigo, Miguel Ibáñez, Pinilla Ambroz, Tabladillo y Villoslada, constituidos hasta entonces como municipios independientes. También se unieron al municipio en 1970 las localidades de Jemenuño, con su agregado Santovenia, y Paradinas.
En el año 2000 se denegó la solicitud de segregación solicitada por Jemenuño, Paradinas y Villoslada para constituirse como municipios independientes, por el decreto 95/2000, de 4 de mayo.
En 2003 se autorizó la constitución de las entidades locales menores de Jemenuño, Tabladillo y Villoslada dentro del término municipal de Santa María la Real de Nieva, por el acuerdo 48/2003, de 15 de abril, de la Junta de Castilla y León Y un mes después Paradinas también se constituyó como entidad local menor dentro del término municipal, por el acuerdo 71/2003 de la Junta de Castilla y León, de 21 de mayo.

## Demografía
Cuenta con una población de 885 habitantes (INE 2024).

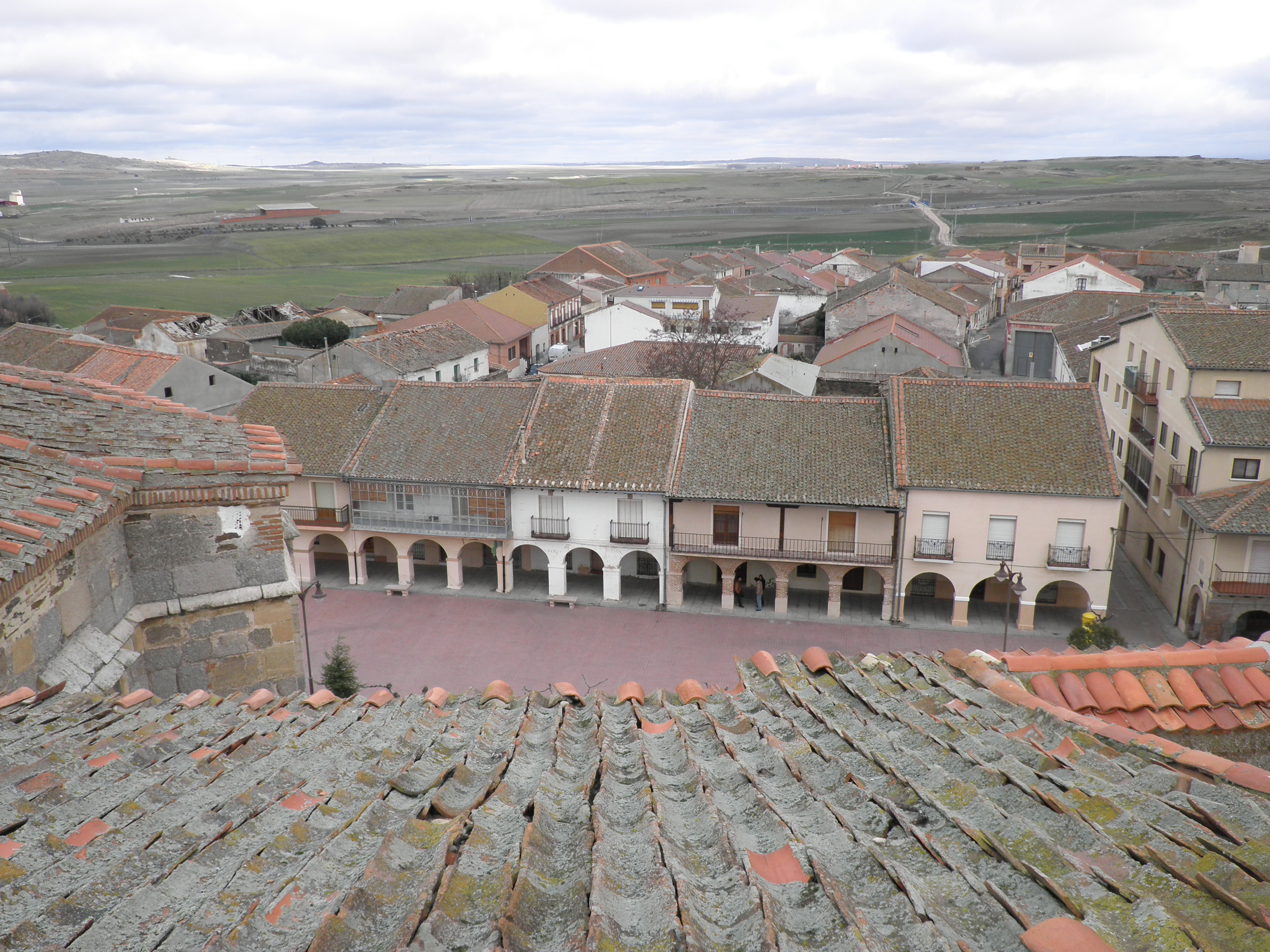
Panorámica desde el campanario

| Gráfica de evolución demográfica de Santa María la Real de Nieva entre 1842 y 2021 |
| |
| Población de derecho según los censos de población del INE Población de hecho según los censos de población del INEEn estos censos se denominaba Santa María de Nieva: 1842, 1857, 1860, 1877, 1887, 1897 y 1900 Entre el censo de 1970 y el anterior, crece el término del municipio porque incorpora a 40501 (Aragoneses), 40502 (Balisa), 40515 (Hoyuelos), 40516 (Jemenuño), 40517 (Laguna Rodrigo), 40521 (Miguel Ibáñez), 40525 (Ochando),40528 (Paradinas), 40531 (Pinilla Ambroz), 40536 (Tabladillo) y 40542 (Villolada). |

| Localidad                    | Total | Varones | Mujeres |
| ---------------------------- | ----- | ------- | ------- |
| Santa María la Real de Nieva | 536   | 263     | 273     |
| Aragoneses                   | 43    | 27      | 16      |
| Balisa                       | 69    | 36      | 33      |
| Hoyuelos                     | 64    | 33      | 31      |
| Jemenuño                     | 110   | 60      | 50      |
| Laguna Rodrigo               | 40    | 19      | 21      |
| Miguel Ibáñez                | 27    | 17      | 10      |
| Ochando                      | 52    | 31      | 21      |
| Paradinas                    | 77    | 37      | 40      |
| Pascuales                    | 24    | 17      | 7       |
| Pinilla-Ambroz               | 41    | 22      | 19      |
| Santovenia                   | 44    | 23      | 21      |
| Tabladillo                   | 55    | 31      | 24      |
| Villoslada                   | 84    | 47      | 37      |
| Total                        | 1266  | 663     | 603     |

## Administración y política

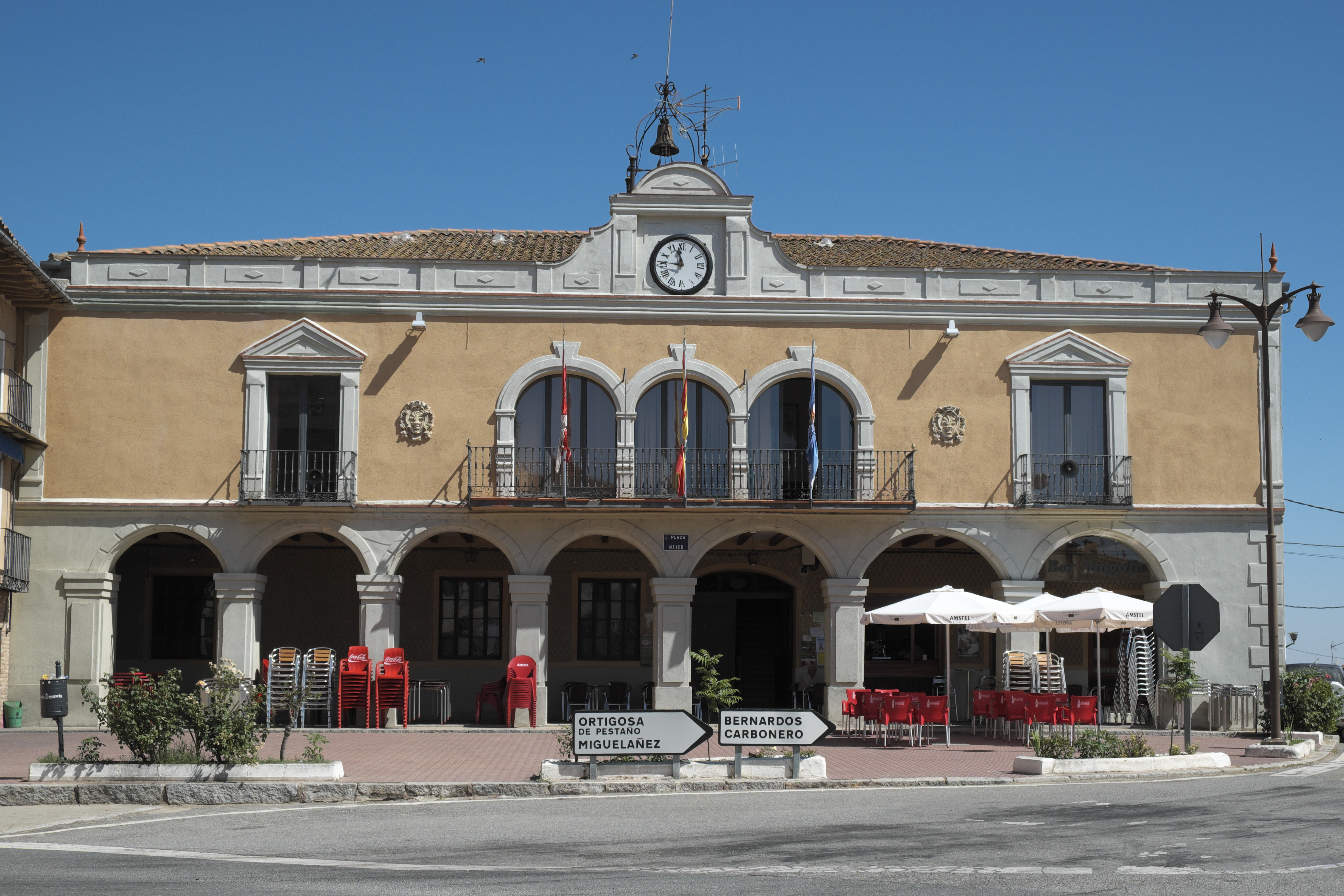
Casa consistorial

Transición española: alcalde Eusebio García González entre 1975-1979
| Periodo   | Nombre                                                           | Partido |
| --------- | ---------------------------------------------------------------- | ------- |
| 1979-1983 | Carmen Muñoz García                                              | AE      |
| 1983-1987 | Enrique Pérez Herranz (1983-1985)Carlos Martín Pérez (1985-1987) | AP PDP  |
| 1987-1991 | Carlos Martín Pérez                                              | PDP     |
| 1991-1995 | Eusebio García González                                          | PP      |
| 1995-1999 | Eusebio García González                                          | PP      |
| 1999-2003 | Eusebio García González                                          | PP      |
| 2003-2007 | Eusebio García González                                          | PP      |
| 2007-2011 | Eusebio García González                                          | PP      |
| 2011-2015 | Jaime Pérez Esteban                                              | PP      |
| 2015-2019 | Jaime Pérez Esteban                                              | PP      |
| 2019-2023 | Pilar Ares de Blas                                               | PP      |
| 2023-act. | Pilar Ares de Blas                                               | PP      |

### Elecciones municipales
Las siguientes tablas muestran los resultados de las elecciones municipales celebradas en 2003 y 2007
| Elecciones municipales, 25 de mayo de 2003 |       |         |            |
| Partido                                    | Votos | %       | Concejales |
| PP                                         | 470   | 53,53 % | 5          |
| PSOE                                       | 369   | 42,03 % | 4          |

| Elecciones municipales, 27 de mayo de 2007 |       |         |            |
| Partido                                    | Votos | %       | Concejales |
| PP                                         | 438   | 50,87 % | 5          |
| PSOE                                       | 402   | 46,69 % | 4          |

## Cultura

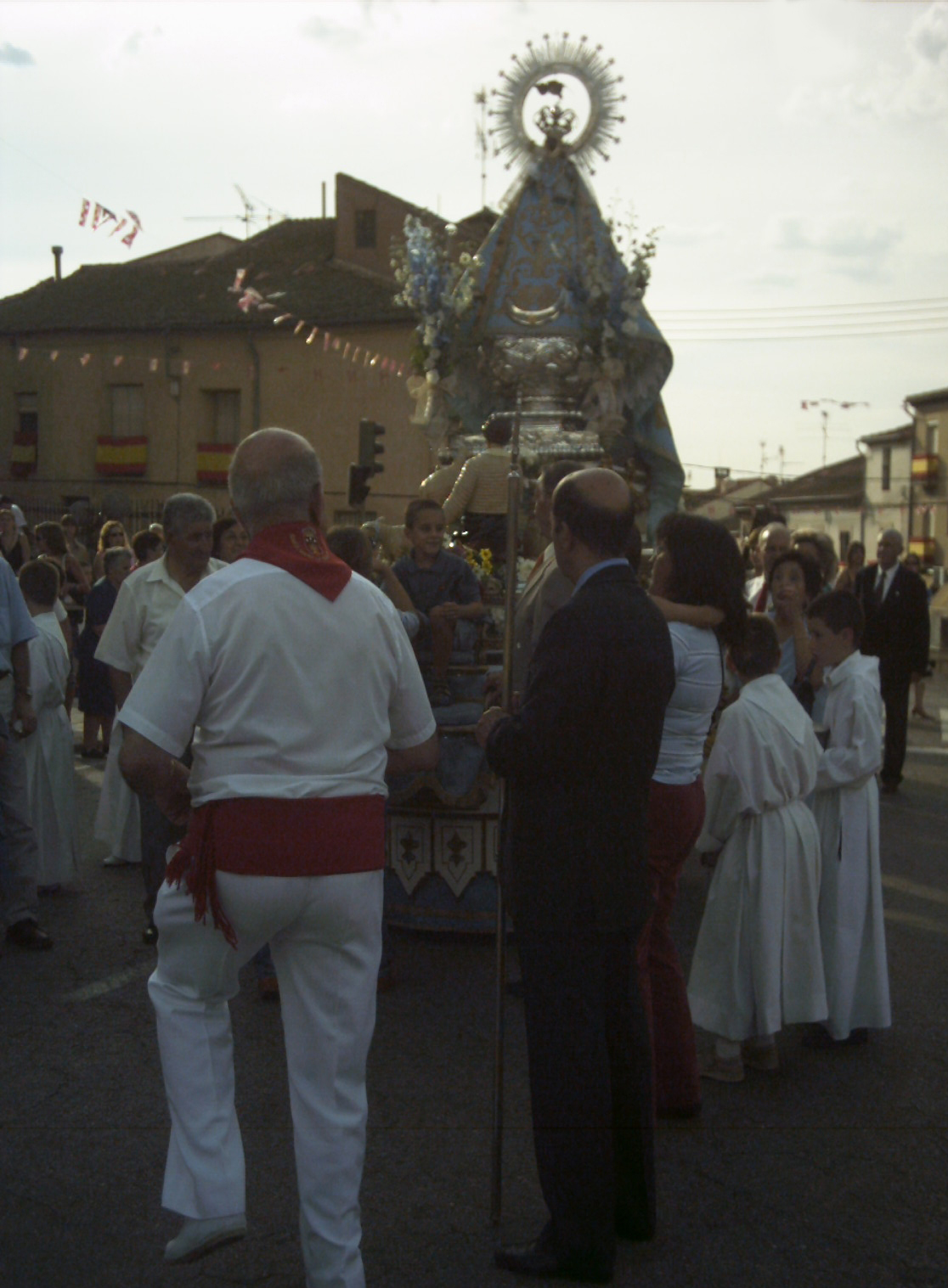
Imagen de la procesión de la Virgen de Soterraña

### Patrimonio
Iglesia y monasterio

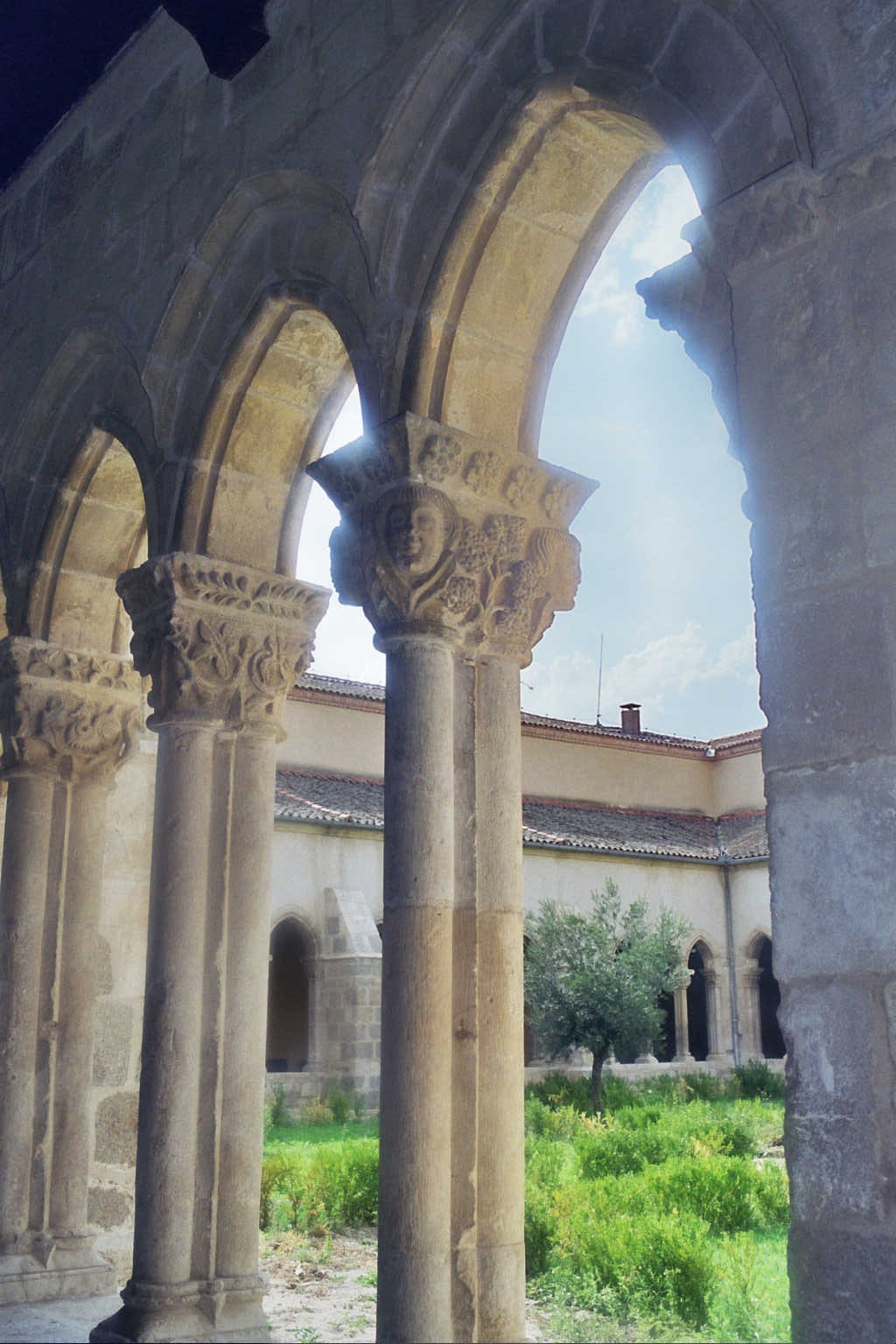
Columnas del claustro con sus capiteles esculpidos con relieves

La iglesia monasterio de Nuestra Señora de la Soterraña, de estilo gótico arcaizante, fue construida en la primera mitad del siglo XV sustituyendo al primitivo santuario. Destacan el claustro del monasterio, en el que todos los capiteles de sus columnas están hermosamente esculpidos con relieves de diversos motivos, y la portada de la iglesia, ambos elementos fueron declarados monumentos nacionales en 1920, y actualmente ambos se catalogan como bien de interés cultural. También son reseñables el altar mayor barroco y el coro de la iglesia, cuyas paredes están jalonadas con asientos de madera ricamente tallados y el sotocoro con un artesonado mudéjar. Entre los cuadros, retablos y esculturas del interior de la iglesia destaca una talla policromada de San Jerónimo penitente atribuida a Alonso Berruguete, en la capilla situada a la derecha del altar mayor.
Plaza de toros
La plaza de toros de Santa María es una de las más antiguas de España, fue inaugurada en 1848. Está situada al norte del pueblo, tiene un aforo para tres mil personas y el diámetro de su ruedo es de 50 m. Está construida en mampostería de pizarra y hormigón.

### Fiestas
- Ntra. Sra. de la Soterraña, del 6 al 11 de septiembre.